# ليو أورتولاني
ليو أورتولاني (بالإيطالية: Leo Ortolani)‏ (و. 1967 – م) هو فنان قصص مصورة، وكاتب سيناريو من إيطاليا . ولد في بيزا .

## أعمال بارزة
من أهم أعماله Rat-Man، وL'ultima Burba، وVenerdì 12